# Nemastoma rude
Nemastoma rude is een hooiwagen uit de familie aardhooiwagens (Nemastomatidae).